# 马歇尔·博曼
马歇尔·霍华德·伯曼（Marshall Howard Berman）（1940年11月24日—2013年9月11日）是美国哲学家和马克思主义、人文主义作家。 他曾任纽约市立学院政治学教授，纽约市立大学研究院教授，主要讲授政治哲学与都市主义文学。

## 生活和工作
马歇尔·博曼1940年出生于纽约市，在特里蒙特度过了他的童年时光，当时他居住在南布朗克斯的犹太居民区。 他的父母贝蒂和默里·博曼（都是犹太东欧移民的子女）拥有the Betmar Tag and Label Company。 他的父亲于一九五五年秋季在48岁时因心脏病发作死亡，当时他的家人搬到布朗克斯的金斯布里奇附近。 博曼进入布朗士科学高中，并且是哥伦比亚大学的校友、牛津大学的文学士。他是以赛亚·伯林的学生。 伯曼1968年在哈佛大学完成了他的博士学位。1968年，他开始在纽约市立学院工作，直到他去世。 他曾担任“反对派”编辑委员会主席，且常为“民族报”、“纽约时报书评”、“本宁顿评论”，“新左派评论”，“新政治”和“声音文学副刊”撰稿。